# Lassana
Lassana est un prénom masculin d'Afrique subsaharienne équivalent à Hassan (sous la forme al-Hassan), prénom du petit-fils aîné de Mahomet, fils d'Ali et Fatima. Une autre variante est Alassane.

## Personnalités portant ce prénom
- Lassana Bathily (né en 1990), héros malgré lui de la prise d'otages du magasin Hyper Cacher de la porte de Vincennes en 2015 ;
- Lassana Camará (né en 1991), footballeur portugais d'origine guinéenne ;
- Lassana Diarra (né en 1985), footballeur français d'origine malienne ;
- Lassana Fané (né en 1987), footballeur malien ;
- Lassana Sané, dit Lass (né en 1978), chanteur sénégalais ;

- Pour l'ensemble des articles sur les personnes portant ce prénom, consulter :
  - la liste des articles dont le titre commence par ce prénom
  - les listes produites par Wikidata : Liste des personnes de prénom « Lassana » — même liste en incluant les éventuels prénoms composés qui contiennent « Lassana ».